# Nazionale maschile di rugby a 13 della Russia
La nazionale di rugby a 13 della Russia è la selezione che rappresenta la Russia a livello internazionale nel rugby a 13. 
Il debutto della nazionale russa risale al 1991, quando allora una selezione dell'URSS si recò in Francia per giocare una partita contro i padroni di casa. L'anno seguente la nazionale della C.S.I. si recò in tour in Sudafrica vincendo le due partite contro la nazionale sudafricana 30-26 e 22-19. Nel 2000 la Russia ha preso parte alla sua prima Coppa del Mondo di rugby a 13, non riuscendo a superare la fase a gironi. Dal 2003 al 2005 la Russia ha partecipato a tre edizioni consecutive del Campionato europeo, mentre a partire dal 2010 ha cominciato a disputare l'European Shield.

## Palmarès
- European Shield/Campionato europeo B: 3

2010, 2013, 2018